# Asian Food Network
Asian Food Network (AFN), anteriormente conhecido como Asian Food Channel, é um canal de televisão por assinatura do Sudeste Asiático e um site de propriedade da Warner Bros. Discovery. Lançado em 2005, oferece um mix de conteúdo de programação gastronômica focado principalmente na culinária asiática.

## História
O Asian Food Network foi co-fundado por Hian Goh e Maria Brown em 2005. A ideia foi concebida por Goh, um banqueiro de investimentos, e Brown, jornalista da BBC, em 2004 para levar um canal de televisão de comida para a Ásia. Lançado sob o nome Asian Food Channel, foi o primeiro canal de comida na televisão paga da Ásia.
O conteúdo para a rede foi originalmente comprado de mercados estrangeiros e incluiu programas como Meat and Greet e Singapore Flavors da Mediacorp. Em 2009, lançou o AFC Studio na Orchard Central em Singapura. Permitiu que os fãs comprassem mercadorias da marca e também fossem usadas para a criação de conteúdo original, como Great Dinners Of The World e Big Break. Em 2013, a rede atingiu 130 milhões de espectadores em 12 mercados.
A Scripps Networks Interactive comprou o canal em 2013. Com isso, tornou-se parte da Discovery Inc. em 2018, quando a Discovery adquiriu a Scripps Networks Interactive. O canal foi renomeado como Asian Food Network em 2019, com um foco maior no conteúdo multiplataforma.

## Programação
O Asian Food Network oferece uma ampla combinação de programas legendados com alimentos de origem internacional, como Reino Unido, Estados Unidos, Canadá, Europa, Austrália, bem como conteúdo específico asiático da Coréia, Japão, China, Filipinas, Taiwan, Malásia, Indonésia, Singapura e Tailândia.